# Kanton Barbazan
Barbazan is een voormalig kanton van het Franse departement Haute-Garonne. Het kanton maakte deel uit van het arrondissement Saint-Gaudens. Het werd opgeheven bij decreet van 13 februari 2014 met uitwerking op 22 maart 2015.

## Gemeenten
Het kanton Barbazan omvatte de volgende gemeenten:
- Antichan-de-Frontignes
- Ardiège
- Bagiry
- Barbazan (hoofdplaats)
- Cier-de-Rivière
- Frontignan-de-Comminges
- Galié
- Génos
- Gourdan-Polignan
- Huos
- Labroquère
- Lourde
- Luscan
- Malvezie
- Martres-de-Rivière
- Mont-de-Galié
- Ore
- Payssous
- Pointis-de-Rivière
- Saint-Bertrand-de-Comminges
- Saint-Pé-d'Ardet
- Sauveterre-de-Comminges
- Seilhan
- Valcabrère